# 戈爾訥拉河
46°00′40″N 7°44′22″E / 46.01120°N 7.73931°E

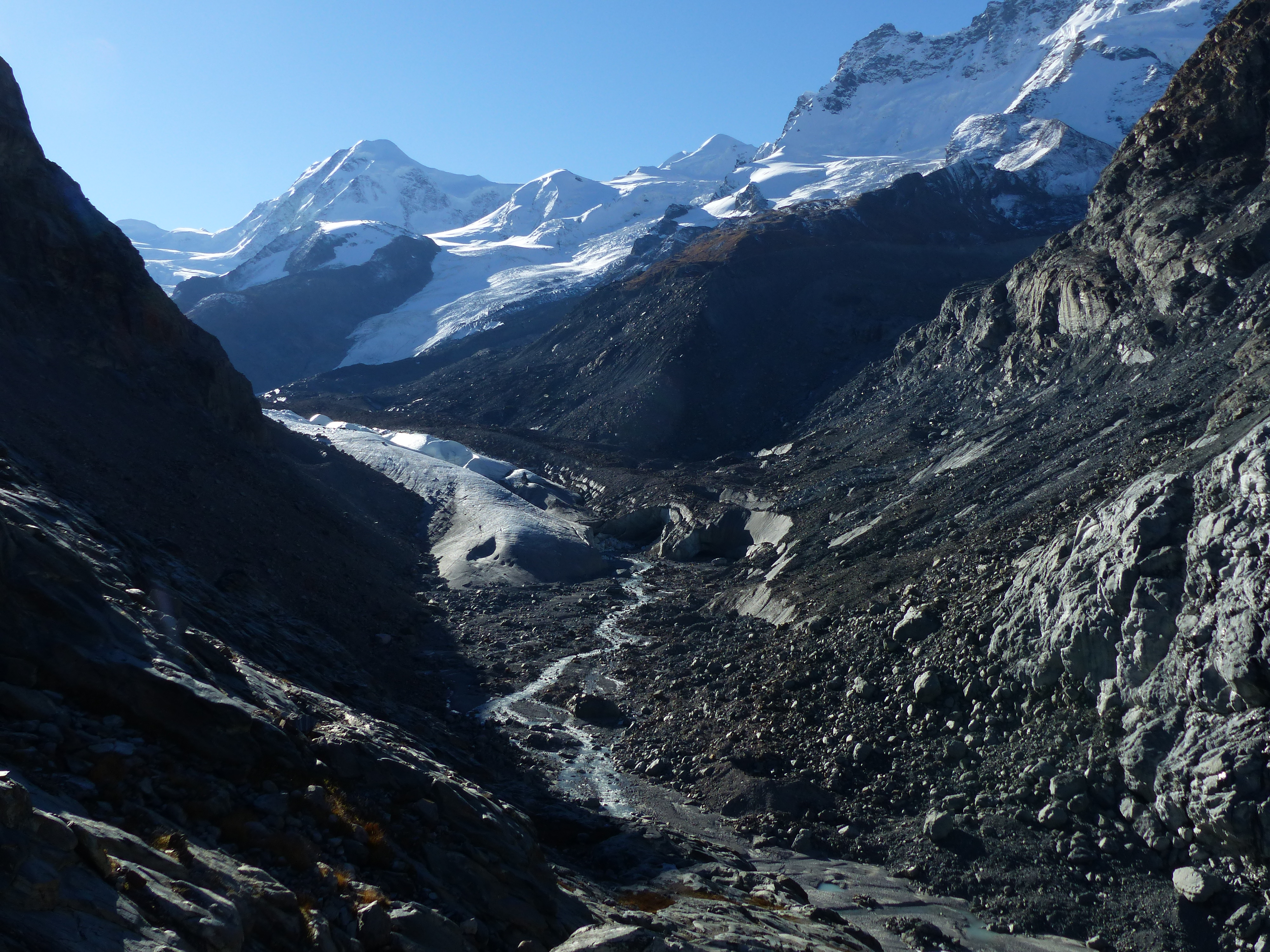

戈爾訥拉河（德語：Gornera）是瑞士的河流，位於該國西南部，流經瓦萊州，屬於馬特維斯帕河的支流，河道全長5.5公里，流域面積103.3平方公里，河口處在采爾馬特。